# Anni 680 a.C.
Gli anni 680 a.C. sono il decennio che comprende gli anni dal 689 a.C. al 680 a.C. inclusi.

## Nati
- Assurbanipal, re († 631 a.C.)

## Morti
- Stephinates, sovrano egizio681 a.C.
- Sennacherib, sovrano